# Aín
|  | Aquest article tracta sobre el municipi valencià. Si cerqueu altres significats, vegeu «Ain». |

Aín és un municipi del País Valencià, el menys poblat i més alt de la comarca de la Plana Baixa
Limita amb l'Alcúdia de Veo, Eslida, Assuévar i Almedíxer.

## Geografia
Situada a 495 m sobre el nivell del mar i envoltada d'una imponent massa vegetal, formada principalment per pins i sureres. Aín es troba al bell mig de la Serra d'Espadà, al vessant septentrional, prop del pic d'Espadà (1.039 m). Amb una orografia molt pronunciada, manté un clima temperat, tot i que durant els mesos de desembre i gener s'assolixen temperatures prou baixes.

## Història
El topònim de la població ve de l'àrab i significa "indret d'aigües" o "ull". D'origen musulmà, fou conquerit el 1239 per Jaume I, qui mantingué la població musulmana sota la jurisdicció del cadí d'Eslida, com consta en la seua carta pobla del 1242. Després de pertànyer a la baronia de Xèrica (fins al 1369) i al ducat de Sogorb, el segle xvi passà a ser propietat de la Corona. El 1526, els moriscos d'Aín se sumaren a la sublevació de la serra d'Espadà, que fou sufocada per les tropes de Gaspar de Montsoriu. L'ocupació d'Aín i d'Artesa (llogaret d'Onda) va impedir, donada la seua situació estratègica, que s'estengués la revolta. El 1609, en conèixer-se el decret d'expulsió, els moriscos d'Aín es refugiaren de nou a la serra d'Espadà.

## Demografia
| 1990 | 1992 | 1994 | 1996 | 1998 | 2000 | 2002 | 2004 | 2005 | 2006 | 2010 | 2011 | 2012 |
| ---- | ---- | ---- | ---- | ---- | ---- | ---- | ---- | ---- | ---- | ---- | ---- | ---- |
| 129  | 134  | 131  | 130  | 155  | 167  | 156  | 153  | 149  | 145  | 140  | 141  | 140  |

## Economia
L'economia aïnenca es basa fonamentalment en l'agricultura, amb el conreu de l'ametller, oliveres i fruiters, com la poma i la cirera. Aín s'activa en estiu amb l'arribada de nombrosos estiuejants.

## Política i govern
A les eleccions de 2015, Compromís va aconseguir la majoria absoluta a la corporació municipal (3 regidors) amb el 46,15% dels vots, mentre que el PSPV-PSOE va aconseguir dos regidors amb el 35,58% dels vots. El PP no va obtindre representació al consistori.

### Alcaldia
Des del 2015 l'alcalde d'Aín és Javier Sorribes Gil de Compromís per Aín (Compromís).
| Període                       | Alcalde o alcaldessa    | Partit polític | Data de possessió | Observacions |
| ----------------------------- | ----------------------- | -------------- | ----------------- | ------------ |
| 1979–1983                     | Herminio Lengua Rochera | UCD            | 19/04/1979        | --           |
| 1983–1987                     | Miguel Miravet Castelló | PSPV-PSOE      | 28/05/1983        | --           |
| 1987–1991                     | Antonio García Moliner  | PSPV-PSOE      | 30/06/1987        | --           |
| 1991–1995                     | Antonio García Moliner  | PSPV-PSOE      | 15/06/1991        | --           |
| 1995–1999                     | Arturo María Sorribes   | PSPV-PSOE      | 17/06/1995        | --           |
| 1999–2003                     | Vicent Franch i Ferrer  | Bloc           | 03/07/1999        | --           |
| 2003–2007                     | Herminio Lengua Rochera | PSICV          | 14/06/2003        | --           |
| 2007–2011                     | Ricardo Miró Ballester  | PSPV-PSOE      | 16/06/2007        | --           |
| 2011–2015                     | Ricardo Miró Ballester  | PSPV-PSOE      | 11/06/2011        | --           |
| 2015–2019                     | Javier Sorribes Gil     | Compromís      | 13/06/2015        | --           |
| 2019-2023                     | Javier Sorribes Gil     | Compromís      | 15/06/2019        | --           |
| Des de 2023                   | n/d                     | n/d            | 17/06/2023        | --           |
| Fonts: Generalitat Valenciana |                         |                |                   |              |

## Monuments

### Monuments religiosos
- Església de Sant Miquel. Del segle xvii.

Es troba presidint el petit monticle sobre el qual s'assenta la població. L'edifici posseïx una torre de carreus i és d'una única nau amb columnes d'estil corinti. D'entre el seu patrimoni cap destacar un llenç de Sant Ambròs del segle xix. Possible mesquita àrab, al seu al voltant es van anar formant els carrers de la població.
- Ermita del Crist del Calvari. Del segle xvii.

Envoltada d'un important bosc de sureres i amb un paisatge envejable, esta senzilla ermita alberga en el seu interior la imatge del Crist, al com es dediquen les principals festes de la localitat.
La petita capella, a la qual s'accedix a través d'un passadís de xiprers, es troba envoltada per un petit mur emblanquinat albergant en el seu interior un atri amb tres arquejades del qual es desenvolupen les estacions del via-crucis.

### Monuments civils

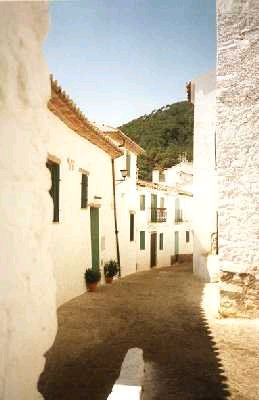
Nucli antic.

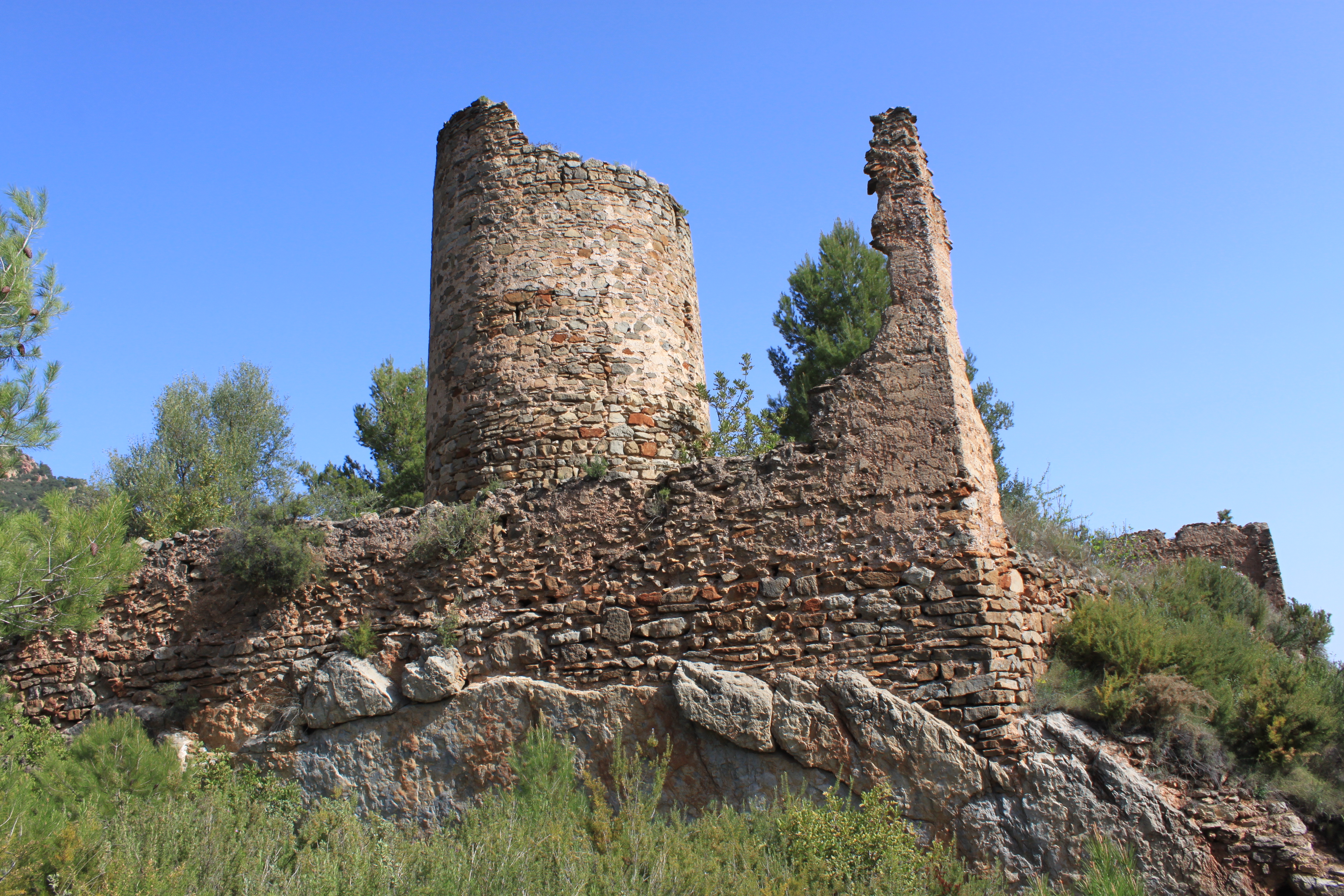
Castell de Benalí.

- Castell de Benalí: Del segle xiii, apareix a la part alta d'una muntanya, custodiat per pins eminents d'entre els quals sobresurt la torre de l'homenatge entre les restes que encara es conserven, encara que el seu estat és bastant ruïnós. D'origen àrab va ser conquistat per les tropes cristianes als musulmans en l'any 1238.

- Torre Àrab d'Aín: torre de l'Homenatge situada a les proximitats de les restes de l'antic castell. Es tractava d'una torre circular que hagué de formar part del sistema de vigilància i defensa del castell principal. El seu estat actual és de ruïna.

- Nucli antic: L'accidentat relleu del seu emplaçament, desplegat sobre les faldilles circumdants de la Penya Pastor, ha configurat la seua peculiaritat i identitat urbanística que encara conserva el recolliment, senzillesa i intimitat de la vida rural, amb escarpats i estrets carrers d'ascendència morisca, on sol i ombres juguen sobre l'emblanquinat de les cases.

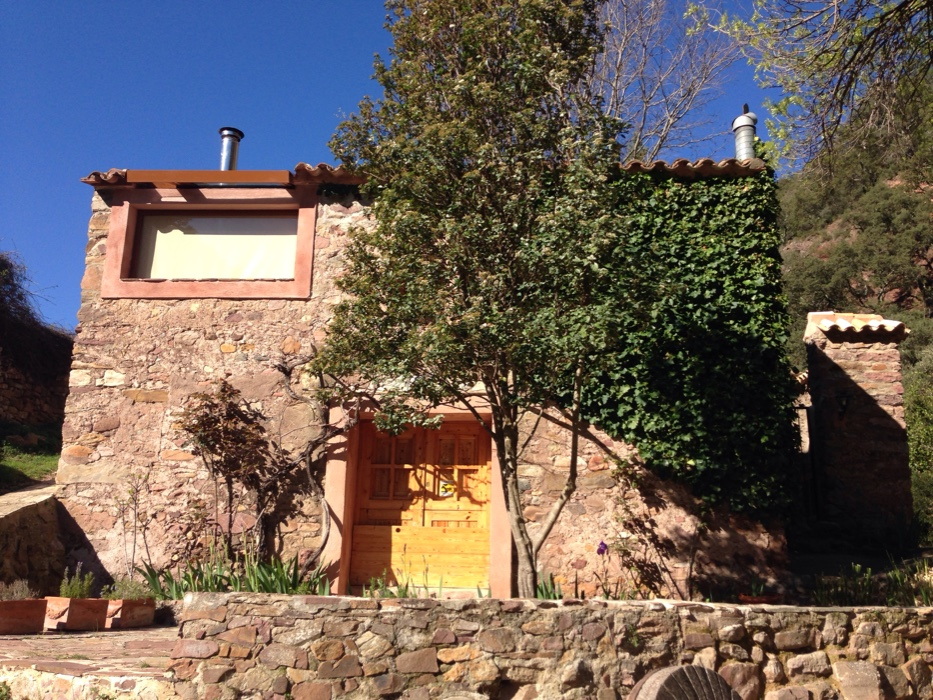
Molí del Mig, també dit dels Blancos o de l'Arquet

- Safareig i molí: El safareig (llavador) ha sigut restaurat recentment per l'Ajuntament d'Aín. En el seu entorn pròxim es pot gaudir de les vistes sobre l'horta que oferix el mirador recentment habilitat sobre el salt de l'aigua de les restes d'un antic molí fariner propietat del Duc de Medinaceli. Safareig i molí, estan funcionalment units pel curs d'aigua que discorre per la séquia principal.

- Nevera: Del segle xix, el dipòsit és en l'entrada d'un petit barranc. La nevera és de planta circular, amb un diàmetre de 8 metres, la profunditat màxima actual és de 6 metres amb una capacitat teòrica de 300 m³. Els murs tenen més d'un metre d'ample. No presenten restes d'escala d'obra. El depòsit està molt tapat pel despreniment de les parets i la vegetació.
- Molins del barranc de la Caritat. En són quatre. El molí de Dalt, o de Guintza; el molí de la Llum, desaparegut; el molí del Mig, o dels Blancos, o de l'Arquet; i el molí de Baix, que tampoc s'ha conservat.

## Llocs d'interés

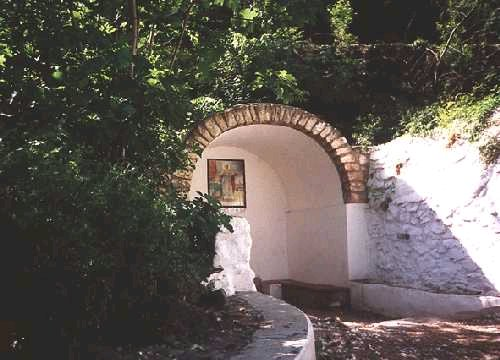
Font de Sant Ambròs

- Font de Sant Ambròs. Es troba en un petit bosc d'oms vells i alts, que contrasta amb la densa verdor del teló de fons que els pins i sureres li conferixen. Al final del bosc d'oms, un ample arc alberga al seu interior la font que raja de la mateixa vessant de la muntanya als peus d'un petit retaule de ceràmica que reproduïx la imatge del sant que li dona nom.

- Barranc d'Almansor i la Font Calenta. Encara que l'origen del nom del barranc no és clar, sembla que es remunta al Cabdill Carbau, un moro d'Algar que el 1525 va liderar la revolta dels moriscs de la Serra d'Espadà, els quals li van posar el nom de Zelim Almansor. Este bell barranc destaca per la rica vegetació de ribera que l'envolta, caracteritzant-se per tupides formacions de sureres.

- Surera Monumental. Es tracta d'un arbre de port majestuós envellit i de gran importància botànica i ecològica. Compta amb uns 500 anys, una altura de 18 metres, diàmetre de copa de 18 metres i perímetre de 1.30 a 5.50 metres.

- Serra d'Espadà. Parc Natural.

## Festes i celebracions
- Sant Antoni. Se celebra el dissabte més pròxim al 17 de gener. És típic la benedicció dels animals, els bunyols amb figues i la foguera popular a la plaça.

- Festes del Crist del Calvari. Se celebren entre el 15 i el 18 d'agost.

- Mercat a l'Antiga. Se celebra el primer cap de setmana d'agost. Es tracta d'una exposició, venda i degustació de tota classe de productes naturals, artesanals i tradicionals de la serra.

- Festes Patronals. En honor de Sant Ambròs (7 de desembre). Els actes festius i els menjars de germanor congreguen a tots els veïns del poble al voltant d'una gran foguera que s'encén a la plaça al llarg dels dos o tres dies que duren les festes.